# Henry Frederick Baker
Pour les articles homonymes, voir Henry Baker et Baker.
Henry Frederick Baker (3 juillet 1866 – 17 mars 1956), est un mathématicien britannique, qui travailla principalement en géométrie algébrique, mais aussi connu pour ses contributions aux équations aux dérivées partielles, liées à ce qui allait devenir connu sous le nom de solitons, et aux groupes de Lie.

## Enfance et éducation
Il est né à Cambridge, de Henty Baker, un majordome, et Sarah Ann Britham.
Il a fait ses études à la The Perse School (en) avant de remporter une bourse d'études au St John's College de Cambridge, en octobre 1884. Baker est diplômé en tant que Senior Wrangler à l'issue du Tripos en 1887 entre crochets avec 3 autres. Son directeur de thèse était Arthur Cayley.

## Carrière
Baker est élu Fellow de St John's en 1888, où il est resté pendant 68 ans.
En juin 1898, il est élu Fellow de la Royal Society. En 1911, il donne la conférence présidentielle à la London Mathematical Society.
En janvier 1914, il est nommé Professeur « Lowndean » d'astronomie.
Gordon Welchman a rappelé que dans les années 1930, avant la guerre, Dennis Babbage et lui-même étaient « membres d'un groupe de géomètres connu comme le "Tea Party" du Professeur Baker, qui se réunissait une fois par semaine pour discuter des domaines de recherche auxquels nous nous intéressions tous ».
Il s'est marié deux fois. Tout d'abord, en 1893, à Lilly Isabella Hamfield Klopp, qui est morte en 1903, puis il s'est remarié en 1913, à Muriel Irene Woodyard.
Il est mort à Cambridge et il est enterré à la Ascension Parish Burial Ground (en), avec sa deuxième épouse Muriel (1885 - 1956).

## Prix et distinctions
- Royal Society of Edinburgh
- 1898 : Fellow de la Royal Society
- 1905 : Médaille De Morgan
- 1910 : Médaille Sylvester

## Publications
- Henry Frederick Baker, Principles of geometry. Volume 1. Foundations, Cambridge University Press, coll. « Cambridge Library Collection », 1922, 202 p. (ISBN 978-1-108-01777-0, MR 2849917, lire en ligne)[7]
- Henry Frederick Baker, Principles of geometry. Volume 2. Plane geometry, Conics, circles, non-Euclidean geometry, Cambridge University Press, coll. « Cambridge Library Collection », 1922, 266 p. (ISBN 978-1-108-01778-7, MR 2857757, lire en ligne)[7],[8]
- Henry Frederick Baker, Principles of geometry. Volume 3. Solid geometry. Quadrics, cubic curves in space, cubic surfaces., Cambridge University Press, coll. « Cambridge Library Collection », 1923, 254 p. (ISBN 978-1-108-01779-4, MR 2857520, lire en ligne)[7],[9]
- Henry Frederick Baker, Principles of geometry. Volume 4. Higher geometry. Being illustrations of the utility of the consideration of higher space, especially of four and five dimensions, Cambridge University Press, coll. « Cambridge Library Collection », 1925, 274 p. (ISBN 978-1-108-01780-0, MR 2849669, lire en ligne)[7]
- Henry Frederick Baker, Principles of geometry. Volume 5. Analytical principals of the theory of curves, Cambridge University Press, coll. « Cambridge Library Collection », 1933, 262 p. (ISBN 978-1-108-01781-7, MR 2850139, lire en ligne)[7]
- Henry Frederick Baker, Principles of geometry. Volume 6. Introduction to the theory of algebraic surfaces and higher loci., Cambridge University Press, coll. « Cambridge Library Collection », 1933, 324 p. (ISBN 978-1-108-01782-4, MR 2850141, lire en ligne)[7]
- Abel's theorem and the allied theory, including the theory of the theta functions (Cambridge: The University Press, 1897)
- An introduction to the theory of multiply periodic functions (Cambridge: The University Press, 1907)
- 1943 An Introduction to Plane Geometry